# Mesobola
Mesobola is een geslacht van straalvinnige vissen uit de familie van eigenlijke karpers (Cyprinidae).

## Soorten
- Mesobola bredoi (Poll, 1945)
- Mesobola brevianalis (Boulenger, 1908)
- Mesobola moeruensis (Boulenger, 1915)
- Mesobola spinifer (Bailey & Matthes, 1971)